# Abraziune (geologie)

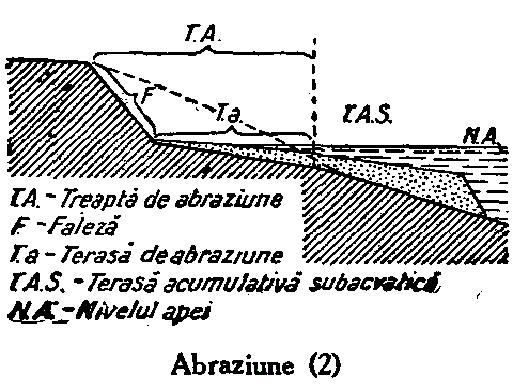
Fenomenul de abraziune

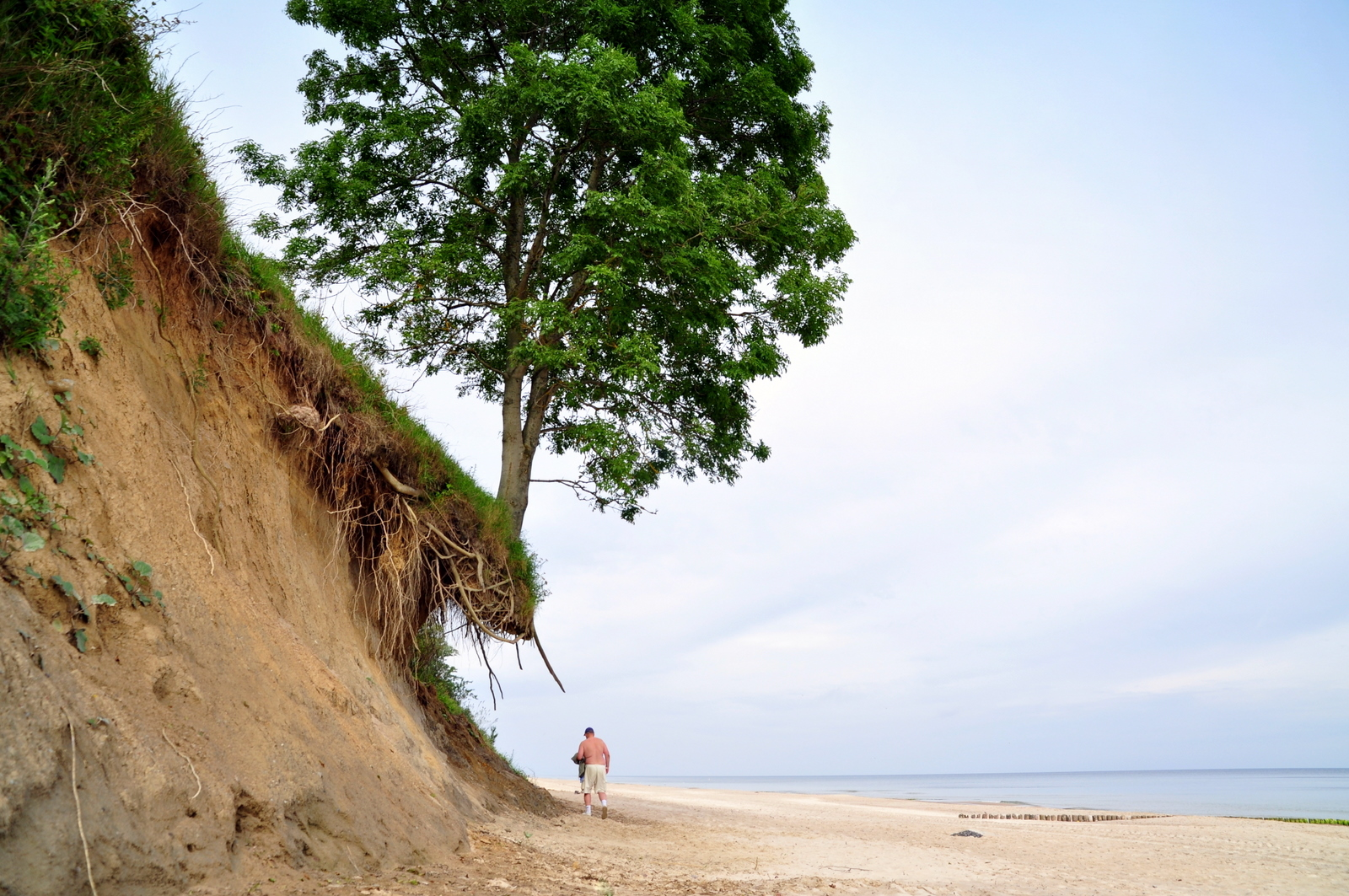
Nișă de abraziune pe coasta Mării Baltice

Abraziunea este un proces de eroziune a țărmului de către apa mării (prin valuri, maree, curenți, sloiuri de gheață etc.). Este favorizată de existența unei alcătuiri petrografice eterogene a falezei. Denumirea vine din limba latină, de la cuvântul „abrasio” care înseamnă roadere, tocire. 
Abraziunea generează nișe de abraziune, terase, faleze, insule, tunele ș.a. Materialele rezultate în urma abraziunii țărmurilor (nisip, argile) generează, sub influența valurilor, diferite forme acumulative de relief (perisipuri, săgeți, cordoane litorale, plaje ș.a.) dezvoltate pe șelf. 
Ca urmare a dezvoltării nișelor de abraziune, porțiunea de faleză rămasă fără sprijin se poate nărui, formându-se o faleză dedublată. Un timp oarecare materialul căzut la baza falezei o protejează, împiedicând valurile de a crea o nouă firidă, dar după înlăturarea acestuia procesul se reia, ducând la retragerea treptată a falezei.